# Lubiny (Konin)
Pour les articles homonymes, voir Lubiny.
Lubiny (prononciation : [luˈbinɨ]) est un village polonais de la gmina de Rychwał dans le powiat de Konin de la voïvodie de Grande-Pologne dans le centre-ouest de la Pologne.
Il se situe à environ 9 kilomètres au sud de Rychwał (siège de la gmina), à 26 kilomètres au sud de Konin (siège du powiat) et à 96 kilomètres au sud-est de Poznań (capitale régionale).

## Histoire
De 1975 à 1998, le village faisait partie du territoire de la voïvodie de Konin.

Depuis 1999, Lubiny est situé dans la voïvodie de Grande-Pologne.